# 岩元良介
岩元 良介（いわもと りょうすけ、1979年1月30日 - ）は、NHKのチーフアナウンサー。九州地方の福岡放送局に2度目の赴任中。

## 人物
小学3年時まで福岡県北九州市で過ごした後、東京都八王子市、埼玉県春日部市に住む。本人は春日部市を出身地としている。
埼玉県立浦和高等学校、一橋大学卒業。
大学を卒業後、2001年にNHKに入局。

## 嗜好・挿話
- 大学在学中の1998年に『パネルクイズ アタック25』に出場し[1]、終盤で自分の獲得したパネルを全部奪われてパーフェクト達成されてしまった経験がある。
- 7箇所の赴任地の内、のべ5箇所は九州地方。この内の2度は鹿児島放送局と福岡放送局。

## 現在の担当番組・業務
- 福岡・九州沖縄のニュース（不定期）
- はっけんラジオ（不定期）
- おはよう九州沖縄（土・日曜不定期担当。）
- ニュース645福岡（不定期）
- ニュース845福岡（不定期）
- ラジオニュース（九州沖縄、R1・FM）の泊まり勤務担当[注釈 1]
- アナウンスグループの業務調整

## 過去の担当番組・業務
宮崎放送局時代
- 宮崎のニュース・中継・リポート

仙台放送局時代
- 宮城のニュース・中継等
- おはよう宮城（キャスター）
- ウィークエンド東北（2008年4月 - 2009年3月）

鹿児島放送局時代（1度目）
- 情報WAVEかごしま（キャスター・2009年4月 - 2012年3月）
- ニュース845かごしま（不定期）
- ラジオ文芸館（2011年5月14日・2013年3月9日）

福岡放送局時代（1度目）
- 福岡・九州沖縄のニュース
- はっけんラジオ（不定期）
- おはよう九州沖縄（不定期）
- ニュース845福岡（不定期）
- ロクいち!福岡（中山庸介のキャスター代行等）
- アイデア対決・全国高等専門学校ロボットコンテスト2017 九州沖縄地区大会（2017年11月23日）
- 宮城・東北地方のニュース（令和元年東日本台風（台風19号）発生による応援要員）

鹿児島放送局時代（2度目）
- 鹿児島のニュース
- 情報WAVEかごしま（編責）
- はっけんTV～鹿児島～（編責）
- 放送部副部長→コンテンツセンターアナウンスグループ統括
- 鹿児島放送局（総合テレビのみ）のコールサインアナウンス
- 緊急報道（鹿児島放送局発）
- 鹿児島発ラジオ深夜便（2021年3月25日 - 26日）[7]
  - 23時台、翌0時台 - 向田邦子作品の朗読（録音）
- ひるまえクルーズかごしま（編責）
- 第75回国民体育大会（燃ゆる感動かごしま国体）（開会式式典）

福岡放送局時代（2度目）
- 長崎県のニュース（長崎放送局への応援）（2024年12月13日）